# Nicky Salapu
Nicky Vitolio Salapu (Pago Pago, 13 de setembro de 1978) é um futebolista de Samoa Americana que atua como goleiro. Atualmente está jogando no PanSa East.
Ficou famoso por ter levado 31 gols da Austrália, no jogo realizado em abril de 2001, pelas Eliminatórias Oceânicas da Copa de 2002.

## Carreira
Salapu deu os primeiros passos no futebol jogando em um campo de rúgbi, mas a estreia viria apenas em 2000, jogando no PanSa East, então campeão nacional. Foram 8 anos representando o clube, saindo em 2008 para defender o Mauerbach, uma equipe amadora da Áustria, onde permaneceu por quatro temporadas.
Em 2012, assinou com o Mitra Kukar (Indonésia), tornando-se o primeiro jogador samoano-americano a assinar um contrato profissional. Deixou os Dragões em julho de 2013 e voltou ao Pansa East, onde permanece desde então.

## Seleção
Em abril de 2001, Salapu virou notícia após levar 31 gols da Austrália, que na época fazia parte da OFC. Era o terceiro jogo da Samoa Americana nas Eliminatórias, e o goleiro era o único atleta do elenco principal a jogar a partida. Pelas regras da FIFA, os outros jogadores samoanos foram considerados inelegíveis para atuar, e uma equipe Sub-20 foi escalada para enfrentar os australianos.
Apesar da goleada, onde o destaque foi o atacante Archie Thompson, que marcou 13 gols, Salapu evitou que a Austrália ampliasse o "massacre". Porém, o goleiro ficou abalado, chegando a se afundar no alcoolismo. Voltou a jogar pela seleção em 2004, contabilizando 91 gols sofridos em apenas 8 partidas internacionais. Posteriormente, se afastou da carreira internacional por algum tempo, e mudou-se para Seattle, nos Estados Unidos, onde trabalhou numa empresa de telefonia. Já sob o comando de Thomas Rongen, Salapu voltaria novamente para a Seleção Samoana-Americana em 2011, como o único remanescente da goleada sofrida 10 anos antes. Embora a equipe ficasse novamente longe da classificação para a Copa de 2014, o goleiro viu os resultados melhorarem e desde então, continua sendo eventualmente convocado.

## Títulos
PanSa East
- FFAS Senior League: 2000[nota 1], 2001, 2002, 2005